# 924 в Україні
924 в Україні — це перелік головних подій, що відбулись у 924 році на території сучасних українських земель.

## Події
- Правління князя Ігора Рюриковича (Старого) у Києві.